# Komisja Gospodarcza Narodów Zjednoczonych ds. Afryki
Komisja Gospodarcza Narodów Zjednoczonych ds. Afryki (UNECA, ECA, ang. United Nations Economic Commission for Africa) – komisja regionalna Organizacji Narodów Zjednoczonych, powołana w 1958 roku przez Radę Gospodarczą i Społeczną ONZ. Celem UNECA jest wspieranie rozwoju gospodarczego i społecznego oraz integracji krajów afrykańskich. Główna siedziba organizacji znajduje się w Addis Abebie w Etiopii.
Do Komisji Gospodarczej Narodów Zjednoczonych ds. Afryki należą wszystkie państwa afrykańskie (łącznie 53).